# Българско училище „Иван Вазов“ (Рига)
Българското училище „Иван Вазов“ е първото училище на българската общност в град Рига, Латвия. Създадено е през 2019 г., като година по-рано представители на българската общност се срещат с президента на България – Румен Радев и го убеждават да подкрепи тази идея. Училището е подпомагано от Министерството на образованието и науката на България по програмата „Роден език и култура зад граница“. През учебната 2019/2020 г. в него се обучават 13 деца.